# Rachel Hurd-Wood

Rachel Hurd-Wood (2017)

Rachel Clare Hurd-Wood (* 17. August 1990 in London, England) ist eine britische Schauspielerin.

## Biografie
Rachel Hurd-Wood wurde in London geboren. Im Alter von acht Jahren zog sie mit ihren Eltern und ihrem jüngeren Bruder Patrick nach Godalming.
2003 sahen ihre Großeltern einen Aufruf in der Werbung des englischen Fernsehens, dass die „Englische Rose“ gesucht würde. Sie riefen Rachels Mutter an und kurz darauf bekam sie ihre erste Rolle im Film Peter Pan, in dem sie den Part von Wendy Darling übernahm. Kurz darauf bekam sie eine kleine, aber wichtige Rolle in dem britischen Fernsehfilm Sherlock Holmes – Der Seidenstrumpfmörder.
Größere Bekanntheit erlangte sie 2006 durch die Rolle der „Laure Richis“ in Tom Tykwers Das Parfum – Die Geschichte eines Mörders, nach dem gleichnamigen Roman von Patrick Süskind.
2008 spielte sie mit dem Schauspieler James Purefoy in dem Film Solomon Kane. 2009 war sie, unter anderen mit Ben Barnes, in der Oscar-Wilde-Verfilmung Das Bildnis des Dorian Gray zu sehen.
Hurd-Wood heiratete im November 2017 den schottischen Schauspieler Russ Bain in Camden Town, mit welchem sie einen Sohn und eine Tochter hat. Anfangs waren sie in Nordlondon ansässig und sind inzwischen nach Oundle, Northamptonshire, gezogen.

## Filmografie (Auswahl)
- 2003: Peter Pan
- 2004: Sherlock Holmes – Der Seidenstrumpfmörder (Sherlock Holmes and the Case of the Silk Stocking)
- 2005: Der Fluch der Betsy Bell (An American Haunting)
- 2006: Das Parfum – Die Geschichte eines Mörders
- 2009: Solomon Kane
- 2009: Das Bildnis des Dorian Gray (Dorian Gray)
- 2010: Tomorrow, When the War Began
- 2011: The Mapmaker
- 2011: Hideaways – Die Macht der Liebe (Hideaways)
- 2014: Highway to Dhampus
- 2015: Segon origen
- 2015–2016: Home Fires (Fernsehserie)
- 2017: Beautiful Devils
- 2017–2018: Clique (Fernsehserie)
- 2019: For Love or Money
- 2024: Das erste Omen (The First Omen)

## Musikvideos
- Interpret: Madeleine Peyroux – A Little Bit
- Interpret: Ox.Eagle.Lion.Man – Fatherhood/Motherhood
- Interpret: Warehouse Republic – Revolver